# Cristóbal Méndez
Cristóbal Méndez (Lepe, España, 1500-Sevilla, España, 1556) fue un médico y humanista español, autor del primer tratado higiénico dedicado al estudio del ejercicio físico como forma de salud.
Perteneció a la promoción de los denominados "médicos imperiales" y es una de las figuras más destacadas de la medicina española renacentista.

## Biografía
Nació en Lepe en 1500, en el seno de una familia acomodada. Ello le permitió trasladarse a Sevilla para realizar sus estudios de Gramática en el Colegio de Santo Tomás, estancia sobre la que relata anécdotas como unos juegos a la pelota con el arzobispo de Sevilla, Diego de Deza y sus pajes. 
En 1522 se trasladó a Salamanca para completar los estudios de Artes y en 1526 consta inscrito en la Facultad de Medicina de la Universidad de Salamanca. Tras finalizar sus estudios en 1528, se embarcó el 24 de julio de ese mismo año hacia el Virreinato de Nueva España (actualmente México) junto a su mujer, Mayor García. 
Regresó a España en 1546 y se afincó en Jaén, donde ejerció como médico, hasta que se trasladó a Sevilla en 1551. Dos años más tarde publicó su "Libro del exercicio corporal y de sus prouechos", en cuya portada y colofón se presenta como "vecino de la ciudad de Jaén" por su estancia allí durante cinco años, debido a lo cual algunos historiadores se refieren a él como "medicus giennensis".
El médico e historiador Antonio Hernández Morejón le atribuye otra obra, titulada "Del exercicio del suspirar", que habría sido editada en 1551 pero de la que no se conserva copia ni consta en ningún catálogo ni bibliografía, por lo que podría haber sido inédita y después destruida o perdida.

## Reconocimientos
- Centro Municipal de Medicina Deportiva Cristóbal Méndez de Lepe.[2]